# Raven (Wrestler)
Scott Anthony Levy (* 8. September 1964 in Short Hills, New Jersey), besser unter seinem Ringnamen Raven bekannt, ist ein US-amerikanischer Wrestler und Schauspieler. 2007 heiratete er Selina Kyle, das Paar ließ sich 2013 wieder scheiden.
Aktuell ist Levy in der Independent-Szene aktiv und besitzt keine Ligenbindung. Für die in Irland beheimatete Promotion American Wrestling Rampage nahm er im November 2009 an deren Europa-Tour teil und tritt verschiedentlich auch bei Total Nonstop Action Wrestling an.

## Karriere

### Sportlicher Hintergrund/Anfänge
Levy beschäftigte sich in seiner Jugend mit Bodybuilding und mit dem Gewichtheben. Er begann 1988 mit dem Wrestling. Zunächst war er als Scotty the Body in verschiedenen regionalen Ligen in Memphis, Vancouver und Portland tätig. Bei Pacific Northwest Wrestling durfte er alle dort ausgetragenen Titel gewinnen. In der texanischen Promotion Global Wrestling Federation bestritt Levy unter dem Ringnamen Scotty Anthony seine ersten im Fernsehen ausgestrahlten Matches.

### World Championship Wrestling/Extreme Championship Wrestling
Als Scotty Flamingo kam Levy 1992 zu World Championship Wrestling. Dort durfte er den kurzlebigen WCW Light Heavyweight Championtitel von Brian Pillman gewinnen, musste ihn aber nach zwei Wochen an Brad Armstrong verlieren. Neben Pillman und Armstrong fehdete er noch Johnny B. Badd.
Anfang 1993 wechselte Levy zur World Wrestling Federation. Dort trat er unter dem Namen Johnny Polo als Manager auf. Zu seinen Schützlingen zählten Adam Bomb und das Tag Team The Quebecers (Jacques und Pierre). Levy bestritt zu dieser Zeit kaum Matches, durfte jedoch den früheren Intercontinental Champion Marty Jannetty besiegen. Zudem war er hinter den Kulissen sowie als Kommentator für die WWF tätig. Aufgrund seiner sehr seltenen aktiven Einsätze im Ring verließ Levy die WWF 1994.
Im Jahr 1995 wechselte Levy zu Extreme Championship Wrestling. Unter seinem neuen Ringnamen Raven stellte er die dunkle Seite der menschlichen Eigenschaften dar. Er fehdete unter anderem gegen Tommy Dreamer und The Sandman. Er durfte das Stable „Raven's Nest“ bilden, zu dem zeitweilig z. B. Stevie Richards, Cactus Jack und Super Nova (Mike Bucci) gehörten.
Während seiner Zeit bei der ECW durfte Levy zweimal die ECW World Heavyweight Championship gewinnen. Im Januar 1996 durfte er den Titel vom Sandman gewinnen. Nachdem er den Titel abgeben musste, durfte er ihn im Dezember wieder gewinnen, musste ihn dann im April 1997 an Terry Funk abgeben.
Mitte 1997 unterschrieb er einen lukrativen Vertrag bei World Championship Wrestling. Dort durfte er das Stable namens „Raven's Flock“ bilden. Diesem gehörten unter anderem Billy Kidman, Van Hammer (Mark Hildreth) und Perry Saturn an.
Levy durfte am 19. April 1998 die WCW United States Championship von Diamond Dallas Page gewinnen. Doch bereits am nächsten Abend musste er diesen Titel an Bill Goldberg abgeben. Der ausbleibende Erfolg, sowie die fragwürdige kreative Entwicklung der WCW über die darauffolgenden Monate bewegte Scott Levy dazu, 1999 einer Auflösung seines Vertrages zuzustimmen.
Scott Levy kehrte im August 1999 zur ECW zurück und durfte zusammen mit Tommy Dreamer die ECW Tag Team Championship von den Dudley Boyz gewinnen und hielten den Titel über drei Monate. Es folgte eine kurze Fehde gegen Dreamer, im Zuge derer Mike Alfonso („Mike Awesome“) und er die Titel von Dreamer und Masato Tanaka gewinnen durften, sie aber nach einer Woche an Lance Storm und Justin Credible abgeben mussten. Levy trat anschließend nur noch selten in den ECW-Shows auf und verließ die Promotion schließlich vor Ablauf seines Ein-Jahres-Vertrags.

### World Wrestling Federation/NWA Total Nonstop Action Wrestling
Nachdem er im September zur WWF wechselte, durfte er im Dezember zum ersten Mal den WWF Hardcore Championtitel von Steve Blackman gewinnen. Diesem Titelgewinn folgten noch 26, was ihn mit Abstand zum Regenten mit den häufigsten Titelgewinnen macht. Nachdem er 2002 noch im RAW-Roster der mittlerweile in World Wrestling Entertainment umbenannten Promotion auftrat, wechselte er im Juni des Jahres zur B-Show Sunday Night HEAT. Im Januar 2003 wurde er schließlich endgültig von World Wrestling Entertainment entlassen.
Nun trat er für Total Nonstop Action Wrestling auf. Er fehdete zunächst mit Jeff Jarrett und später mit AJ Styles. Wie schon in der ECW und WCW wurde Levy zum Anführer des Stables „The Gathering“ gemacht, zu dem Julio Dinero (Brian Wohl), Alexis Laree und CM Punk gehörten. Nun folgte eine Fehde mit Abyss. Danach fehdete er Zusammen mit The Sandman, Terry Funk und zuletzt Sabu gegen Dinero und Punk.
Am 19. Juni 2005 durfte Levy bei Slammiversary die NWA World Heavyweight Championship gewinnen. Daraufhin fehdete er mit Sabu gegen Rhino und Jeff Jarrett.
Nachdem er den Titel verlieren musste erholte sich Scott Levy von Magen-Darm-Problemen und einer Schilddrüsenerkrankung, die durch seinen Drogenmissbrauch der vergangenen Jahre verursacht wurden. Bei Sacrifice 2006 kehrte er in den Ring zurück. Es folgte eine Fehde gegen Abyss und Brother Runt.
Am 23. September 2006 durfte Levy die UXW Heavyweight Championship von der in Orlando, Florida beheimateten Promotion USA Xtreme Wrestling gewinnen. Diesen Titel hielt er bis zum 24. Februar 2007.
Im November 2006 übernahm Levy in TNA zum nunmehr vierten Mal die Führung eines um ihn herum aufgebauten Stables. Zu der „Serotonin“ genannten Gruppierung gehörten Matt Bentley, Franklin Kazarian und Johnny Devine (John P. Parsonage). Es folgte auch ein kurzes Fehdenprogramm mit Sean Waltman. Nach dem Auslaufen seines TNA-Vertrages kehrte Levy zur UXW zurück und gehörte dem UXW-Kader bis zur Ligenschließung 2008 an. Im selben Jahr spiele Levy eine Rolle in dem Film Death Racers.

### Independent
Levy trat in der Folge bei verschiedenen Independent-Ligen an, unter anderem bei der Independent Wrestling Association.
Ende Mai 2009 gab Total Nonstop Action Wrestling jedoch bekannt, dass sie Levy für einige TV-Auftritte verpflichtet hatte.
Im November 2009 nahm er für die in Irland beheimatete Promotion American Wrestling Rampage an deren Europatour teil. Anschließend trat er für TNA in einigen Matches an.

## Klage gegen die WWE
Wegen seiner Entlassung durch die WWE, im Jahr 2003, verklagte Scott Levy im Sommer 2008 seinen ehemaligen Arbeitgeber. Er bestand darauf, als festangestellter Wrestler eingestuft zu werden. Offiziell war er jedoch – wie alle WWE-Wrestler – als freischaffender Wrestler angestellt. Das hieße, so Levy in seiner Klageschrift, dass er auch bei anderen Promotionen hätte anheuern können, dieses aber von der WWE untersagt und er quasi als festangestellt behandelt worden war. Ende Februar 2009 kam aber das Gericht zu dem Schluss, dass seine Einstufung rechtens sei. Bei einem Sieg Levys wären auf die WWE Nachzahlungen in größeren Summen zugekommen. Levys Anwalt überprüft zurzeit einen Widerspruch in dieser Angelegenheit.

## Erfolge

### Titel
- All Action Wrestling

- 1× AAW Champion

- Australasian Wrestling Federation

- 1× AWF Australasian Champion

- Extreme Championship Wrestling

- 2× ECW World Heavyweight Champion
- 4× ECW World Tag Team Champion (2× mit Stevie Richards, je 1× mit Tommy Dreamer und Mike Awesome)

- Heartland Wrestling Association

- 1× HWA Tag Team Champion (mit Hugh Morrus)

- High Risk Pro Wrestling

- 1× HRPW World Heavyweight Champion

- Juggalo Championship Wrestling

- 1× JCW Tag Team Champion (mit Sexy Slim Goody)

- Laredo Wrestling Alliance

- 1× LWA Hardcore Champion

- Mid-Eastern Wrestling Federation

- 1× MEWF Mid-Atlantic Heavyweight Champion

- National Wrestling Alliance

- 1× NWA Central States Heavyweight Champion

- National Wrestling Federation

- 1× NWF Heavyweight Champion

- Pacific Northwest Wrestling

- 3× NWA Pacific Northwest Heavyweight Champion
- 3× NWA Pacific Northwest Tag Team Champion (je 1× mit Top Gun, The Grappler und Steve Doll)
- 1× NWA Pacific Northwest Television Champion

- Pro-Pain Pro Wrestling

- 1× 3PW World Heavyweight Champion

- NWA Total Nonstop Action Wrestling

- 1× NWA World Heavyweight Champion

- United States Xtreme Wrestling

- 4× UXW Heavyweight Champion

- United States Wrestling Association

- 1× USWA Tag Team Champion (mit Brian Christopher)

- United States Wrestling Organization

- 1× USWO Heavyweight Champion

- USA Pro Wrestling

- 1× USA Pro Champion

- Vanguard Championship Wrestling

- 1× VCW Champion

- World Championship Wrestling

- 1× WCW United States Heavyweight Champion
- 1× WCW Light Heavyweight Championship
- 1× WCW World Tag Team Champion (mit Perry Saturn)

- World Wrestling Entertainment

- 27× WWF / WWE Hardcore Champion

- USA Xtreme Wrestling

- 1× UXW Heavyweight Champion

### Auszeichnungen
- Legends Pro Wrestling

- LPW Hall of Fame (2010)

- Laredo Wrestling Alliance

- LWA Hall of Fame (2012)

- Pro Wrestling Illustrated

- #22 der Top 500 Wrestler im Jahre 2003
- #168 der Top 500 Wrestler der PWI-Jahre im Jahre 2003

### Luchas de Apuestas
| Sieger                                                         | Verlierer                                                      | Austragungsort             | Event                              | Datum              | Quellen |
| -------------------------------------------------------------- | -------------------------------------------------------------- | -------------------------- | ---------------------------------- | ------------------ | ------- |
| Tommy Dreamer (Vertrag)                                        | Raven (Vertrag)                                                | Philadelphia, Pennsylvania | ECW Wrestlepalooza '97             | 10. Juni 1997      |         |
| Shane Douglas (Haare)                                          | Raven (Haare)                                                  | Nashville, Tennessee       | NWA-TNA Weekly PPV #63             | 17. September 2003 | [ 6 ]   |
| Corporal Robinson (Vertrag/JCW Heavyweight-Titel)              | Raven (Vertrag)                                                | Cave-In-Rock, Illinois     | JCW Bloodymania II                 | 10. August 2008    |         |
| Raven (Vertrag) vs. Stevie Richards (Vertrag) Ohne Endergebnis | Raven (Vertrag) vs. Stevie Richards (Vertrag) Ohne Endergebnis | Monaca, Pennsylvania       | Extreme Rising's Remember November | 10. November 2012  |         |

## Filmografie
- 1999: The Jesse Ventura Story (Dokumentationsfilm)
- 2008: Death Race 3000 (Fortsetzung von Frankensteins Todesrennen)
- 2012: Outback Revenge (Horrorthriller)
- 2013: Cool as Hell